# Cobelura stockwelli
Cleodoxus stockwelli là một loài bọ cánh cứng trong họ Cerambycidae.